# Synlestidae
Synlestidae zijn een familie van juffers (Zygoptera), een van de drie suborden van de libellen (Odonata). De familie telt 9 beschreven geslachten en 35 soorten.

## Taxonomie
De familie omvat de volgende geslachten:
- Chlorolestes Selys, 1862
- Chorismagrion Morton, 1914
- Ecchlorolestes Barnard, 1937
- Episynlestes Kennedy, 1920
- Megalestes Selys, 1862
- Nubiolestes Fraser, 1945
- Phylolestes Christiansen, 1947
- Sinolestes Needham, 1930
- Synlestes Selys, 1868

## Synoniem
Een veelgebruikt synoniem voor deze familie is:
- Chlorolestidae Fraser, 1951